# Ontlasting

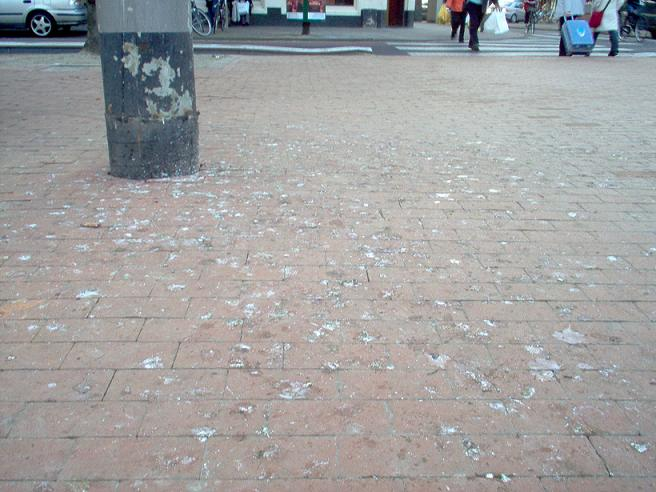
Duivenpoep op de openbare weg

Ontlasting of feces (Latijn: faeces) is het onverteerde restant van ingenomen voedsel, dat, met geregelde tussenpozen (als uitwerpselen), via de endeldarm en de anus (aars) uit het lichaam wordt verwijderd (defecatie). Alle organismen met een maag-darmstelsel produceren ontlasting.
Bij zoogdieren zoals de mens bevat de ontlasting naast onverteerbare voedselresten vooral bacteriën (ongeveer de helft van het gewicht), afgeschilferde darmwandcellen (tot 10 gram per dag) en enkele stoffen die door het lichaam in de darm worden afgescheiden, zoals galkleurstoffen: zonder die kleurstoffen zou ontlasting grijswit zijn.

## Diagnostische aspecten van ontlasting

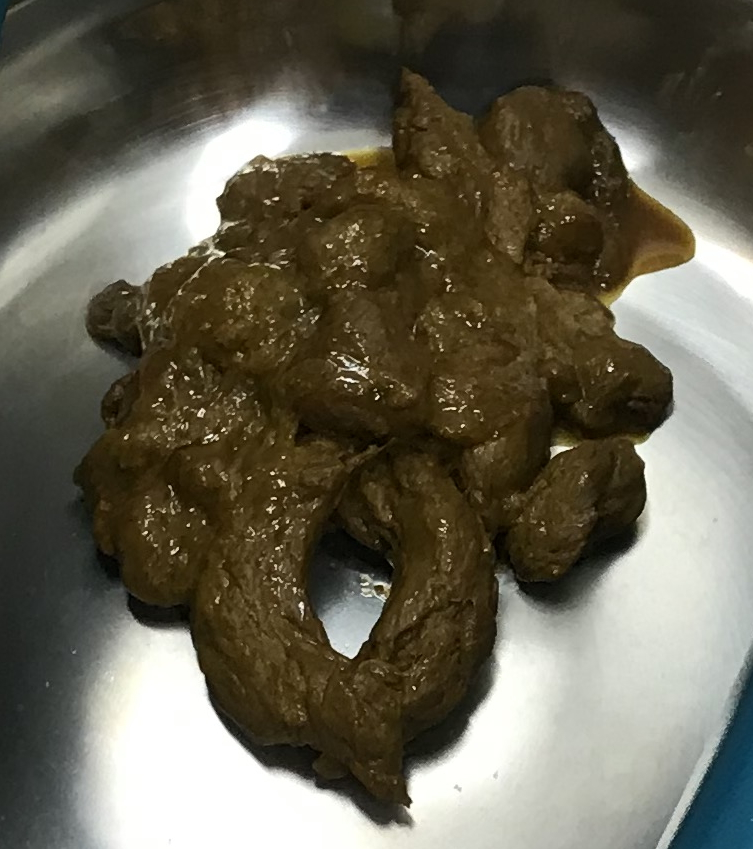
Menselijke ontlasting

De ontlasting levert soms medisch nuttige informatie. Ook is aangetoond dat bij wc's met een plateau, waarop de eigen ontlasting bekeken kan worden voor deze weg te spoelen, mensen met darmkanker eerder naar een arts gaan omdat ze ongewone dingen aan de ontlasting opmerken.
De ontlasting kan beoordeeld worden op volgende kenmerken:

#### Geur
Ontlasting die erg stinkt, wijst vaak op een verkeerde of overvloedige voeding en een gedegenereerde darmflora. Hierdoor ontstaat gisting en rotting (het ontbinden van eiwitten) in de darm, waarbij giftige ontbindingsproducten kunnen ontstaan. Vooral rotting kan veel stinkende zwavelverbindingen opleveren.

#### Kleverigheid
Wanneer de ontlasting aan de toiletwand blijft kleven kan dat wijzen op een overvloedige aanwezigheid van vet in de ontlasting. Meestal maakt de alvleesklier dan te weinig vetverterende enzymen (lipase) aan, waardoor de vetten uit de voeding onvoldoende worden verteerd. Ontlasting kan echter ook blijven kleven wanneer er kalkaanslag op de toiletpot zit, die de wrijving tussen feces en pot vergroot.

#### Drijfvermogen
Ontlasting kan in water drijven of zinken. Er zijn een aantal factoren die zorgen voor meer drijfvermogen. Een daarvan is de aanwezigheid van gassen in de ontlasting. Voedingsvezels die niet verteerd kunnen worden onderworpen aan bacteriële fermentatie in het maag-darmkanaal, waarbij gassen ontstaan. Een andere factor is de aanwezigheid van vetten.

#### Hoeveelheid
De hoeveelheid wordt grotendeels bepaald door de hoeveelheid water die aangetrokken kan worden in het darmkanaal. Belangrijk voor het aantrekken van water zijn voedingsvezels. Naarmate deze meer in de voeding aanwezig zijn, neemt ook het volume van de ontlasting toe.

#### Consistentie (hard, zacht, waterig)
De hardheid van ontlasting wordt bepaald door de hoeveelheid water die er in de darm aan onttrokken kan worden. Wanneer de ontlasting lang in de darm blijft, kan er veel vocht onttrokken worden, waardoor de ontlasting hard en keutelig wordt. Wanneer de darm weinig tijd krijgt om voldoende vocht te onttrekken, wordt de ontlasting zacht en diarreeachtig. In het vocht zitten mineralen, vitamines en andere nutriënten opgelost, maar ook gifstoffen die we via de voeding opnemen, dan wel in het darmkanaal ontstaan door bijvoorbeeld rottingsprocessen. Hoe sneller de darmpassage, hoe minder toxines (maar ook voedingsstoffen) kunnen worden opgenomen. Gezonde ontlasting hoort een aaneengesloten worst te zijn, dus niet keutelig of een serie losse worstjes. 
De Bristol-stoelgangschaal is een schaal waarbij ontlasting op basis van de consistentie in categorieën wordt verdeeld. De kaart is bedacht door K.W. Heaton van de Universiteit van Bristol en gepubliceerd in het Scandinavian Journal of Gastroenterology in 1997. De volgende categorieën worden onderscheiden:

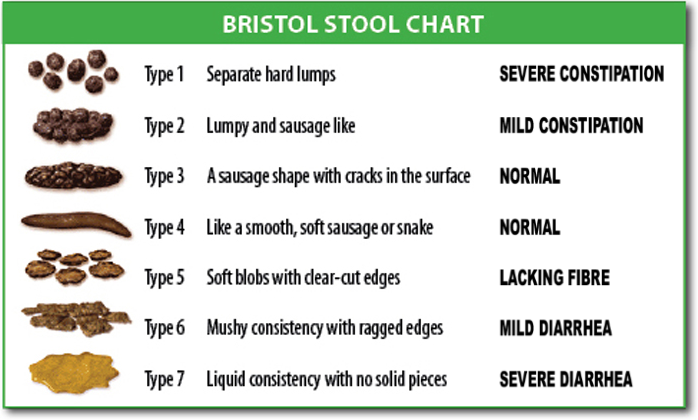
Bristol-stoelgangschaal

1. Verschillende kleine harde keuteltjes, worden moeizaam uitgescheiden. De ontlasting heeft een behoorlijke tijd in de darm doorgebracht en is uitgedroogd.
2. De ontlasting is in de vorm van een enkele keutel, maar hard en bobbelig.
3. De ontlasting heeft de vorm van een worstachtige keutel, met barsten aan het oppervlak.
4. De ontlasting heeft de vorm van een gladde slangachtige keutel. Dit is normale ontlasting, en zal met weinig druk worden uitgescheiden.
5. Zachte ontlasting die komt in meerdere kleinere zachte keutels, en eveneens makkelijk uitgescheiden wordt.
6. Brijachtige, zachte ontlasting met slechts enkele hardere stukjes erin.
7. Waterige, volledig vloeibare stoelgang.

Categorie 1 en 2 zijn aanwijzingen voor constipatie, categorie 3 en 4 gelden als normale stoelgang, en categorie 5, 6 en 7 als diarree.

#### Kleur (wit, geel, groen, bruin, zwart)
Een gezonde ontlasting heeft een lichtbruine tot donkerbruine kleur, een beetje pindakaasachtig. Naarmate de ontlasting langer in het lichaam is gebleven wordt de kleur donkerder.
De kleur van de ontlasting kan diagnostische informatie opleveren. 
- Zwart kan duiden op een bloeding in maag of dunne darm, maar kan ook voorkomen bij mensen die ijzertabletten slikken. Het ijzer is verantwoordelijk voor de zwarte kleur. (Ook het eten van spinazie kan de ontlasting zwarter maken dan normaal.)
- Wit, bij onvoldoende galproductie of obstructie van de galwegen kan de ontlasting er wit uitzien, doordat de galkleurstoffen, die de ontlasting normaal gesproken zijn donkerbruine kleur geven, niet of onvoldoende aanwezig zijn; men spreekt in de kliniek wel van stopverffeces.
- Grijze ontlasting duidt op een (veel) te grote gisting en eventueel op een tekort aan gal.
- Groene ontlasting wijst juist op een teveel aan gal en een te korte verblijfduur in de darm.
- Gele ontlasting komt vaak door overmatig alcoholgebruik. De gele kleur ontstaat dan doordat de lever meer afvalstoffen produceert.
- Een rode streep bij de ontlasting kan voorkomen als er een aambei bloedt of een scheurtje in de anus ervoor zorgt dat tijdens defecatie er een bloedvaatje gaat lekken.
- Witte puntjes kunnen voorkomen als er wormen of wormfragmenten meekomen.

#### Frequentie en tijdstip
Bij baby's komt de ontlasting via de gastro-colische reflex (maag-dikkedarm) direct na de maaltijd (zuigtijd). Bij volwassenen is er zoveel vertrouwen ontstaan dat er een maaltijd zal komen, dat dit systeem niet meer functioneert. De Westerse regelmatige eetcultuur (circa driemaal daags) bevordert ook een patroon van ongeveer eenmaal daags ontlasting. Hierbij kan het eerste gedeelte wat donkerder en harder zijn dan het volgende, omdat het wat langer in de endeldarm is gebleven. De passagesnelheid is bij kinderen soms 6 tot 12 uur, bij sommige volwassenen 48 tot 72 uur.

#### Parasieten
Mogelijk aanwezige parasieten zijn spoelwormen, lintwormen, larven of eitjes.

#### Bloed
De aanwezigheid van bloed kan wijzen op aambeien, maar ook op ernstigere klachten.

#### Slijm of pus
Doordat de ontlasting via het slijmvlies van de darm getransporteerd wordt is zij bij lozing bedekt door een glanzend laagje slijm. Bij onvoldoende slijm kan obstipatie optreden. Te veel slijm, al of niet met bloed, is een teken van ontsteking.

#### Onverteerde voedselresten
Wanneer in de ontlasting nog resten van voedsel te herkennen zijn, wijst dat op een onvoldoende vertering. Dit kan komen door onvoldoende kauwen van voedsel, maar er kan ook een ernstiger verteringsstoornis aan ten grondslag liggen.

#### Afwezigheid
Wanneer de ontlasting niet aanwezig is, zoals kan gebeuren bij pasgeboren baby’s, kan dat wijzen op een aangeboren stoornis.

## Ontlasting bij pasgeboren baby’s

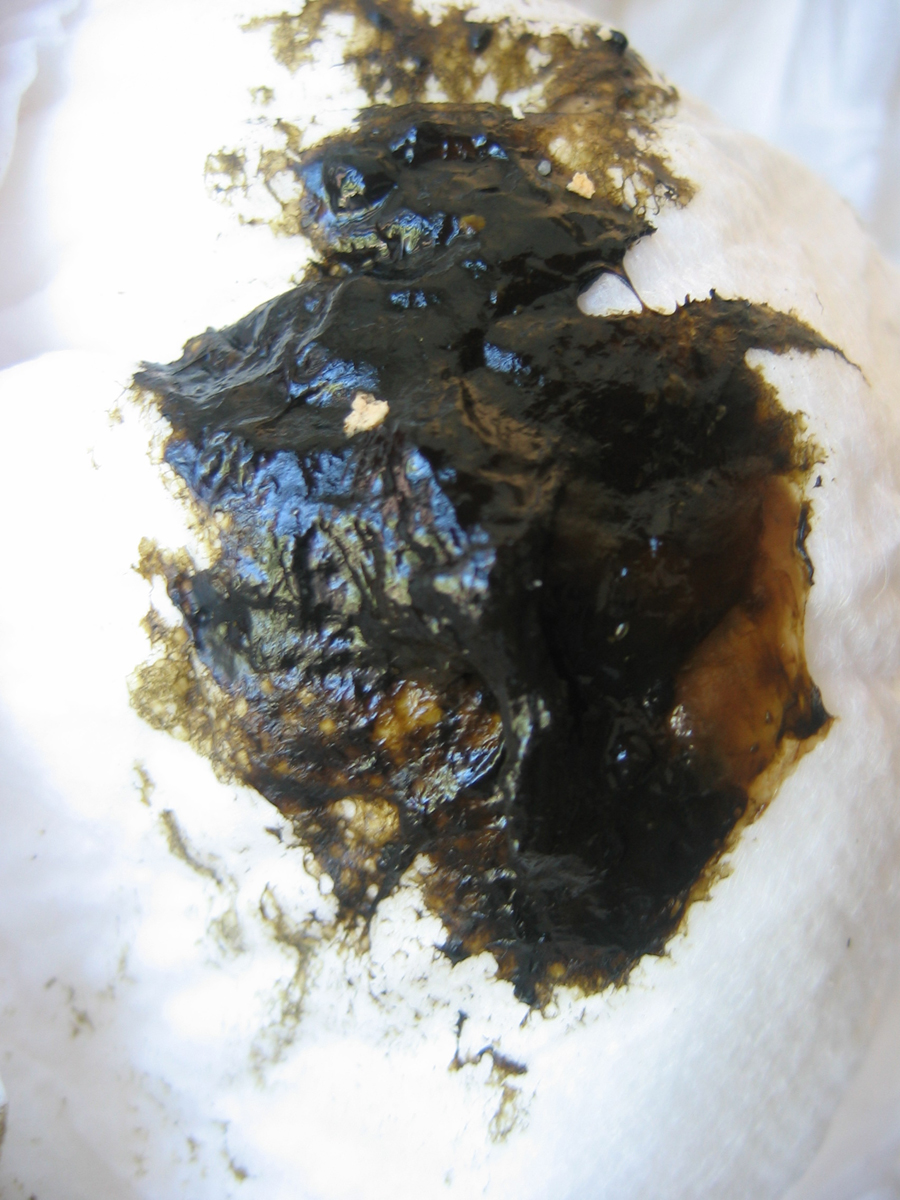
Meconium

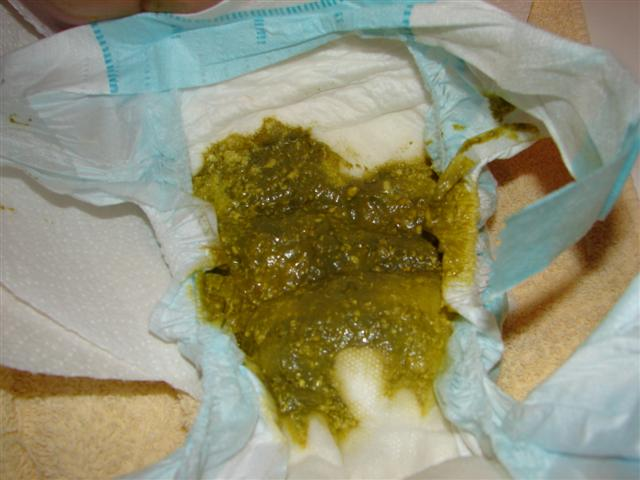
Ontlasting van een baby in een luier

Bij baby's is het inspecteren van de ontlasting een van de mogelijkheden om wat meer over de spijsvertering van het kind te weten te komen. Deze eerste ontlasting van een pasgeboren baby is het meconium, deze is zwart en kleverig. Indien deze meconium niet geproduceerd wordt in de eerste 24 tot 48 uur na de geboorte, kan er sprake zijn van een aangeboren stoornis als een anusatresie of een meconiumileus. Beide moeten dringend door een arts gezien worden.
Wanneer de baby borstvoeding krijgt wordt de ontlasting zacht of zelfs waterig, lichtbruin tot geel van kleur, en krijgt een kenmerkende melkachtige geur: borstvoedingspoep. Wanneer de baby uiteindelijk vaste voeding gaat eten wordt de ontlasting donkerder en harder, en gaat ook onaangenamer ruiken. 
Omdat bij een baby de spijsvertering nog niet optimaal verloopt, vindt men veel onverteerde voedingsstoffen terug in de ontlasting. Wanneer de baby spinazie eet, ziet de ontlasting groen. Eet hij tomaten, dan ziet de ontlasting rood. Dit is een normaal verschijnsel.

## Benamingen en associaties

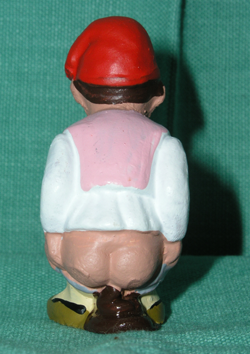
Een beeldje van een Kakker, een vruchtbaarheidssymbool uit Catalonië

Hoewel fecale materie in de moderne Westerse cultuur doorgaans vooral bezien wordt als een hygiënisch probleem, is het in de natuur evenals de land- en tuinbouw een waardevolle grondstof in de metabolische kringloop en wordt in essentieel rurale derdewereldculturen gebruikt als brandstof, als bouwmateriaal of zelfs om de huid mee in te smeren als bescherming of kleurmiddel.
Voor ontlasting bestaan vele termen, waarvan sommige eufemistisch en andere volks en dysfemistisch zijn. Vaak heeft ieder zelfstandig naamwoord tevens een bijbehorende uitdrukking voor het ontlasten. Hier kunnen weer krachttermen en scheldwoorden van afgeleid zijn, bijvoorbeeld de uitdrukking kakker voor een rijk, snobistisch en elitair persoon.
- Bolus
- Faeces (Latijn, eigenlijk meervoud van faex, droesem, smurrie)
- Fecaliën
- Kak (ook minachtende term voor geld en hooghartigheid, vergelijk bekakt)
- Merde (Frans)
- Mest(stof) (vergelijk bemesten)
- Poep (metonymie van het uitscheidingsstelsel)
- Schijt
- Shit (Engels)
- Stront

Diverse termen slaan op een dosis:
- Drol
- Hoop(je)
- Keutel(s)
- Koe(ien)vla(ai)
- Stoelgang

## Overige feiten
- De ontlasting heeft bij het verlaten van het lichaam de lichaamstemperatuur. Om te weten of een olifant koorts heeft, wordt een thermometer in verse ontlasting van het dier gestopt.
- Het eten van ontlasting heet coprofagie of ook wel scatofagie. Hiermee wordt vaak coprolagnie in verband gebracht: seks waarbij de ontlasting een centrale rol speelt.
- Versteende ontlasting heet coproliet.

## Trivia

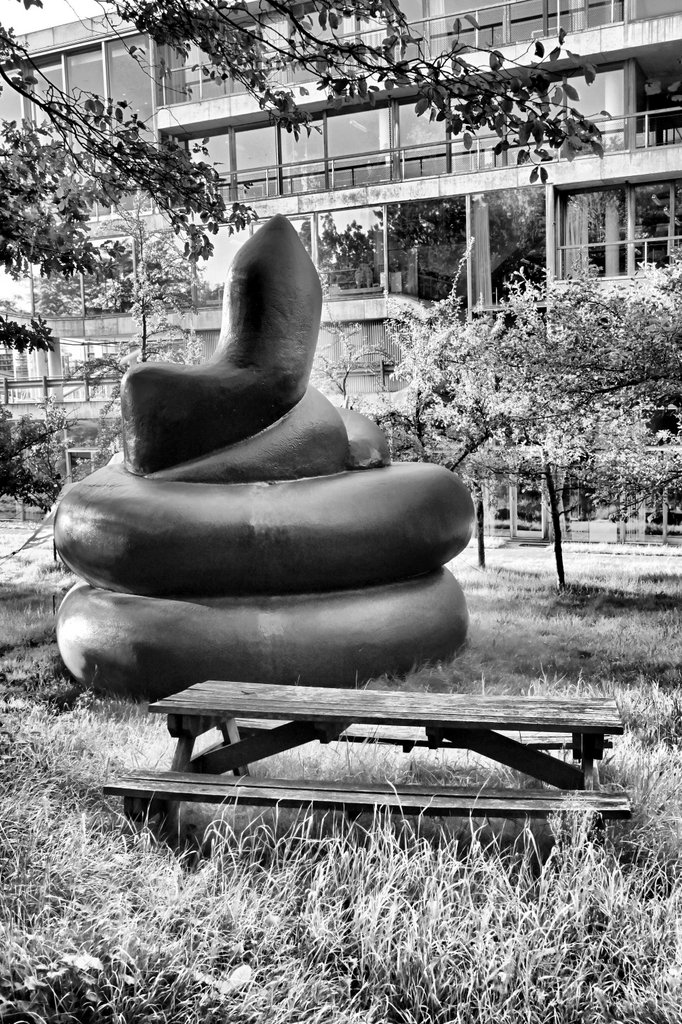
Kunstwerk Stationnement Gênant ook wel "De drol" uit 2011 van Wim T. Schippers

- Wim T. Schippers heeft het beeld Stationnement Gênant, ook wel "De drol" gemaakt.